# Lispe albimacula
Lispe albimacula är en tvåvingeart som först beskrevs av Malloch 1923.  Lispe albimacula ingår i släktet Lispe och familjen husflugor. Inga underarter finns listade i Catalogue of Life.